# شرکت تریومف موتور

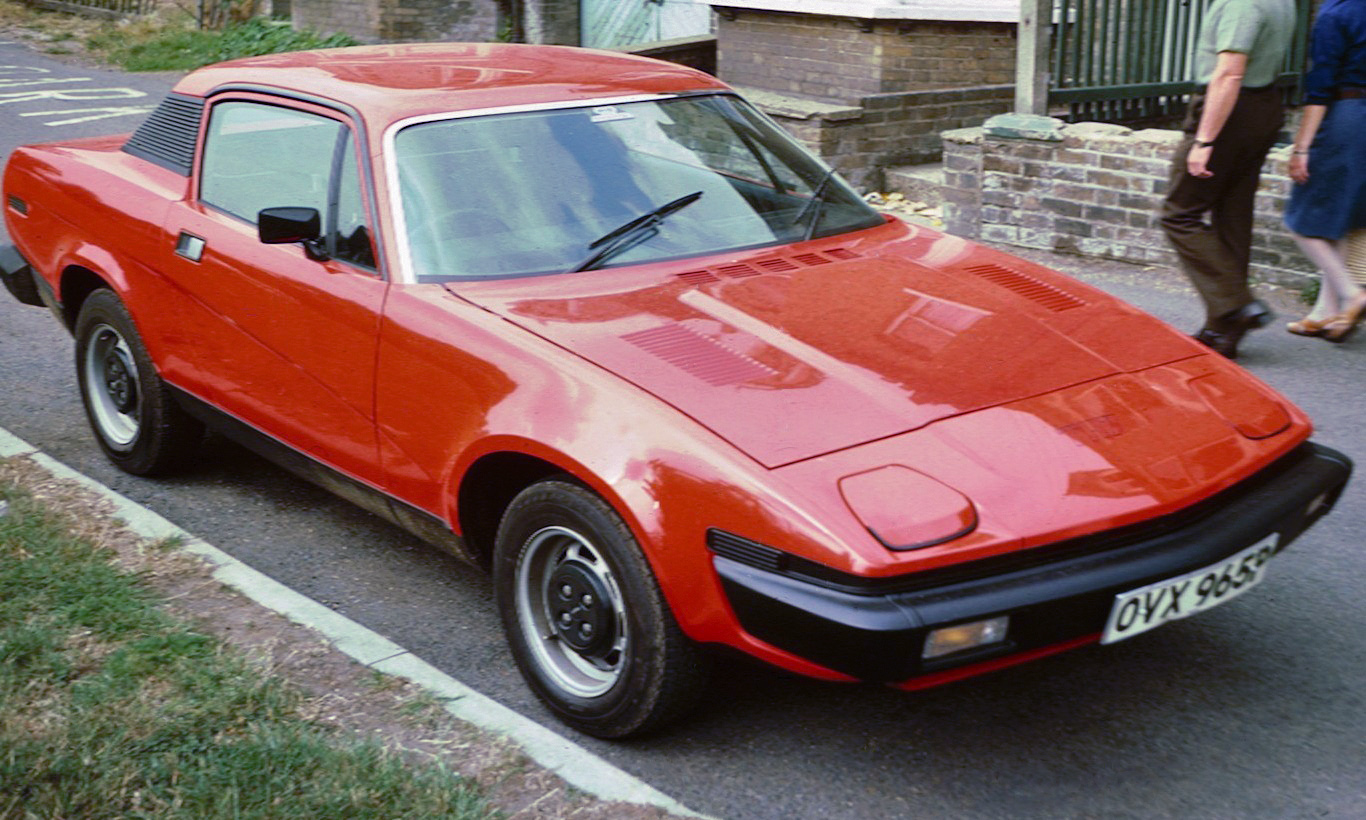
تریومف تی‌آر۷ محصولی از تریومف موتور - ۱۹۷۶

شرکت تریومف موتور (انگلیسی: Triumph Motor Company) شرکت خودروسازی بریتانیایی بود، که در سال ۱۸۸۵ تأسیس شد و در سال ۱۹۸۴ در پی ادغام با شرکت لیلاند موتورز منحل گردید.